# Cielo de octubre
Cielo de octubre (October Sky en inglés) es una película estadounidense de 1999 producida por Charles Gordon, dirigida por Joe Johnston y protagonizada por Jake Gyllenhaal, Chris Cooper y Laura Dern. Se basa en la historia real de Homer Hickam, hijo de un minero que se vio inspirado por el lanzamiento del primer Sputnik en 1957 para tomarse como pasatiempo el estudio y experimentación con cohetes contradiciendo los deseos de su padre, y que finalmente se convirtió en un científico de la NASA.

## Título
“October Sky” es un anagrama de “Rocket Boys”, el título del libro en el cual la película se basa. El término también se utilizó en una radiodifusión estadounidense para describir al Sputnik mientras cruzaba el “Cielo de octubre” ("October Sky"). Homer Hickam afirmó desde un comienzo que las mujeres con más de 30 años no irían a ver una película titulada Rocket Boys, por lo cual Universal Pictures cambió el título de la película para así captar una mayor audiencia. El libro luego sería reeditado bajo el nombre de October Sky para aprovechar el interés que surgió por la película. Está ambientada hacia finales de los años 1950 después de que el Sputnik fuera lanzado al espacio.

## Sinopsis
La película se desarrolla en la pequeña ciudad minera de Coalwood, en Virginia Occidental, Estados Unidos. La mina de carbón es la fuente de empleo más grande del pueblo y casi todos los hombres que viven allí trabajan o se espera que trabajen en la mina. John Hickam Chris Cooper) es el superintendente de la mina y ama su trabajo —a pesar de sus dolores de cabeza y peligros inherentes—, además de tener la esperanza de que sus hijos, Jim (Scott Miles II) y Homer (Jake Gyllenhaal), algún día trabajen en ese lugar. Cuando parece que Jim recibirá una beca universitaria para jugar fútbol americano, no obstante, queda Homer para satisfacer el sueño de su padre, aunque la madre de los muchachos, Elsie (Natalie Canerday), tenga mejores expectativas para su hijo. No pasa mucho antes de que un acontecimiento prominente le dé esa ocasión.
Los vecinos de Coalwood se reúnen en las afueras de sus hogares en una noche de octubre con el cielo estrellado para observar el satélite artificial soviético Sputnik cruzar el cielo. Lleno de un extraño sobrecogimiento y con la confianza de que éste puede ser su boleto para salir de Coalwood, Homer se fija el objetivo de construir sus propios cohetes y con ello entrar en el concurso científico local. Por supuesto, casi todo el mundo piensa que está loco, especialmente cuando se junta con Quentin (Chris Owen), el nerd de la escuela, que resulta conocer todo acerca de la ciencia detrás de los cohetes. Con el apoyo de sus amigos Roy Lee (William Lee Scott) y O’Dell (Chad Lindberg), los cuatro comienzan a experimentar con su nueva pasión. También cuentan con la ayuda y el estímulo de su profesora de ciencias, la señorita Frieda Riley (Laura Dern), quien tiene la esperanza de que Homer y sus amigos puedan mostrar su trabajo en una feria científica nacional. De esta forma los muchachos comienzan sus pruebas, pero rápidamente se topan con varios obstáculos y problemas técnicos. Primero, realmente no saben lo que están haciendo, y sus pruebas iniciales son desastrosas. Cuando se dan cuenta de que burbujas de aire en el propulsor son las que causan las explosiones de sus cohetes, consiguen alcohol puro a manos del padrastro de Roy Lee y lo mezclan con el propulsor, que finalmente funciona. Sus intentos fructuosos finalmente les traen problemas con las autoridades locales, que luego de ver una reseña sobre sus logros de un diario local, los acusan de provocar un incendio a varios kilómetros del lugar con un cohete que habían perdido. Este suceso, unido al hecho de que John no entiende ni apoya el "pasatiempo" de su hijo, pronto hace que los sueños de Homer se descarrilen.
Se cierra totalmente la operación de fabricación y lanzamiento de cohetes, y los muchachos queman por completo el sitio en donde los lanzaban, y con ello sus sueños se esfuman. Homer deja la escuela para trabajar en la mina de carbón cuando su padre resulta herido en un accidente de la mina y no puede trabajar (aunque más tarde se recupera). 
Sin embargo Homer, inspirado por un libro sobre cohetes que la Srta. Riley le había regalado, aprende a calcular la trayectoria de los mismos. Esto le demuestra que su cohete perdido no habría podido causar el incendio, pues no podía viajar hasta el sitio en donde se originó el mismo. De hecho, este cohete perdido se recupera intacto en un arroyo, muy cerca de donde debería haber aterrizado según sus cálculos. Los muchachos visitan a las autoridades y resulta que el proyectil culpable no era uno de los suyos, sino que parecía ser uno que provenía de un aeropuerto cercano. Con sus conciencias limpias, Homer y sus amigos se preparan para construir un cohete que se eleve sin obstáculos en el cielo, y así demostrar que tienen lo que se necesita para dejar Coalwood y la vida de minero que les depara si se quedan allí.
Los chicos ganan la feria local científica, y la escuela se prepara para enviar a Homer a la feria nacional científica que se lleva a cabo en Indianápolis, Indiana. Su padre, completamente recuperado, se molesta porque Homer ya no quiere trabajar en la mina. Una noche, antes de que Homer se marche para Indiana, un trabajador de la mina intenta asesinar a John por los conflictos laborales existentes entre el sindicato y los patrones, a quienes John representa. Poco después John le dice a sus hijos, que están enojados con la persona que le disparó, que no se preocupen por eso, y se dirige severamente a Homer, reclamándole por qué no termina de buscar su maleta para el viaje (que era lo que estaba haciendo Homer antes del incidente).
Homer no puede tolerar más a su padre y entra en una discusión con él, alegando que todo lo que está sucediendo con la mina no es su culpa, afirma que si él llega a ganar la feria nacional científica podrá conseguir una beca para ir a la universidad y quizá conseguir un trabajo en Cabo Cañaveral; también le reclama que la ciudad está muriendo junto con la mina y la única persona que no lo quiere ver es él. John le dice a Homer que si él desea irse con tanta vehemencia, entonces que se vaya. Finalmente, se marcha de la casa decidido a no volver más nunca.
Llega a Indianápolis y se presenta en la feria. Le va muy bien con su exhibición, pero cuando deja los objetos de la exposición por la noche, alguien los roba. Su madre convence a John de que le envíe más materiales para poder presentar los cohetes, y lo persuade al advertirle que si no ayuda a Homer, ella lo dejará. John, contrariado, le pregunta a donde iría si ella lo deja, Elsie le responde que se marcharía a "Myrtle Beach", que fue el lugar en donde pasaron su luna de miel. En definitiva, John, con la ayuda de los mecánicos de la mina, le envía Homer todas las cosas que necesita para su exposición y gana el primer premio que concede el concurso. Gracias a ello recibe varias ofertas de becas universitarias. También conoce (pero no se da cuenta de quién es en el momento) a Wernher von Braun, el científico que lo inspiró inicialmente. 
Homer vuelve a Coalwood convertido en héroe local. Visita a la Srta. Riley, que está en el hospital padeciendo la enfermedad de Hodgkin. Le muestra la medalla que ha ganado, y ella le corresponde con un gesto conmovedor.
Para su último lanzamiento en Coalwood, preparan el cohete más grande construido por los muchachos, al cual le colocan el nombre de "Miss Riley", en honor a su profesora. (En la realidad el cohete de mayor éxito de los jóvenes alcanzó una impresionante altitud de 9,100 metros, o 30,000 pies, superior a la cumbre del Monte Everest). John finalmente se presenta para el lanzamiento, y Homer le da el honor de pulsar el botón de disparo. Con los flujos de cohetes hacia arriba, la película muestra la vista desde la perspectiva de muchos personajes. A medida que el grupo ve cómo se eleva el último cohete, John pone lentamente su mano en el hombro de su hijo y él sonríe.
Como epílogo se menciona que los cuatro chicos obtienen becas universitarias, la Srita. Riley muere en 1969 debido a la enfermedad de Hodgkin a los 31 años y la mina cierra definitivamente en 1965. Homer fue a trabajar para la NASA y entrenó a varios equipos de astronautas que viajaron al espacio exterior.

## Reparto
| Intérprete        | Papel                 |
| ----------------- | --------------------- |
| Jake Gyllenhaal   | Homer Hickam          |
| Chris Cooper      | John Hickam           |
| Laura Dern        | Srta. Frieda J. Riley |
| Chris Owen        | Quentin Wilson        |
| William Lee Scott | Roy Lee Cook          |
| Chad Lindberg     | Sherman O'Dell        |
| Natalie Canerday  | Elsie Hickam          |
| Randy Stripling   | Leon Bolden           |
| Chris Ellis       | John Turner           |
| Elya Baskin       | Ike Bykovsky          |
| Andy Stahl        | Jack Palmer           |

## Diferencias entre la película y el libro
- En el libro hay una escena en la que Homer queda en coma por una semana a causa de un golpe con un cohete.
- En el libro, Homer consigue una fotografía autografiada de von Braun en Navidad. En la película, la consigue en su cumpleaños y además recibe una barra de chocolate.
- En el libro, Homer tiene 14 años, en la película 17.
- Algunos personajes del libro no aparecen en la película, por ejemplo Sherman Siers y Willie Rose.
- El nombre de O’Dell en el libro es Jimmy O’Dell Carrol, mientras que en la película es Sherman O’Dell.
- En el libro, el nombre del padre de Homer es Homer Hickam Sr., en la película es John Hickam.
- En el libro, el sobrenombre de Homer es Sonny, el cual no es mencionado en la película.
- En el libro, se revela que Homer nunca conoce a von Braun, aunque en la película sí lo llega a conocer, aunque no se da cuenta de ello en el momento.
- Ni los dos gatos, dos perros y la ardilla del libro aparecen en la película.
- En la película, Homer deja la escuela para trabajar en la mina de carbón, cuando en realidad nunca deja la escuela.
- El disparo que hacen para matar a John Hickman no sucede mientras está sentado en el sofá, sino mientras iba al fregadero de la cocina.
- El personaje de Buck no aparece en la película.
- Valentine y Sonny nunca tienen relaciones en el carro de Buck.
- La compra del traje naranja y azul marino junto con la corbata nunca se da en la película.
- Las campañas publicitarias de política no se presentan.
- El personaje de Tex, quien fue compañero de Sonny en Indianápolis, no aparece en la película.
- Jake Mosby no hace aparición en la película, sólo se lo muestra en el momento en que O'Dell y Homer están peleando y un corvette rojo se detiene a preguntar por una dirección.
- La reunión que se realiza en casa de Emily Sue no se muestra en la película.
- El último cohete lanzado se llamaba AukXXXI y no "Miss Riley", como en la película.
- En la película, Jim Hickam aparece entre la multitud durante el lanzamiento del último cohete. En el libro el ya no estaba en el pueblo.

## Recepción
La película fue muy bien recibida por los críticos, con el crítico Roger Ebert brindándole un puntaje de 3 ½ de 4 estrellas. Además, tiene un 93% de comentarios positivos en el sitio web especializado Rotten Tomatoes, de acuerdo a 59 reseñas.